# ویویه، آردش
ویویه (به فرانسوی: Viviers) یک کمون در فرانسه است که در اوورنی-رون-آلپ واقع شده‌است. ویویه ۳۴٫۱۵ کیلومتر مربع مساحت و ۳٬۸۶۷ نفر جمعیت دارد و ۷۱ متر بالاتر از سطح دریا واقع شده‌است.